# Gerlingen
Gerlingen – miasto w Niemczech, w kraju związkowym Badenia-Wirtembergia, w rejencji Stuttgart, w regionie Stuttgart, w powiecie Ludwigsburg. Leży nad Neckarem, ok. 13 km na południowy zachód od Ludwigsburga, przy autostradzie A81 i linii kolejowej Calw – Korntal-Münchingen. W Gerlingen swoją siedzibę ma przedsiębiorstwo Robert Bosch GmbH, zajmujące się produkcją techniki motoryzacyjnej i przemysłowej, dóbr użytkowych oraz technicznego wyposażenia budynków.

## Współpraca
Miejscowości partnerskie:
- Seaham, Wielka Brytania
- Tata, Węgry
- Vesoul, Francja